# Феминистка археология
Феминистка археология е подход в изучаването на древните общества, който се опитва да разбере системите на пола и социалните джендърни роли в предисторическите общества.
Внася феминистка теория и феминистки теми в изучаването на археологията. Практикуващите феминистка археология често критикуват археологията с това, че предлага твърде андроцентричен подход към цивилизациите от миналото, а също и в модерните ерхеологически проучвания. Те се опитват да по правят това като произвеждат нови интерпретации, които предлагат по-съществена роля за жените в миналото, отколкото традиционно им се отдава.